# Кривлин
Кривлин (укр. Кривлин) — село в Велицкой сельской общине Ковельского района Волынской области Украины.
Код КОАТУУ — 0722184302. Население по переписи 2001 года составляет 170 человек. Почтовый индекс — 45080. Телефонный код — 3352. Занимает площадь 0,012 км².